# In the Land of Grey and Pink
In the Land of Grey and Pink je třetí studiové album britské progresivní rockové skupiny Caravan. Jeho nahrávání probíhalo od listopadu 1970 do ledna následujícího roku ve studiu Decca Studios v Londýně. Album produkoval Dave Hitchcock a vyšlo v dubnu 1971 u vydavatelství Deram Records.

## Seznam skladeb
Autory všech skladeb jsou Richard Coughlan, Pye Hastings, Dave Sinclair a Richard Sinclair.
| Strana 1 (LP) | Strana 1 (LP)                                | Strana 1 (LP) |
| Pořadí        | Název                                        | Délka         |
| ------------- | -------------------------------------------- | ------------- |
| 1.            | Golf Girl                                    | 5:05          |
| 2.            | Winter Wine                                  | 7:46          |
| 3.            | Love to Love You (And Tonight Pigs Will Fly) | 3:06          |
| 4.            | In the Land of Grey and Pink                 | 4:51          |

| Strana 2 (LP)  | Strana 2 (LP) | Strana 2 (LP) |
| Pořadí         | Název | Délka         |
| -------------- | --- | ------------- |
| 5.             | Nine Feet Underground“ / „Nigel Blows a Tune“ / „Love's a Friend“ / „Make It 76“ / „Dance of the Seven Paper Hankies“ / „Hold Grandad by the Nose“ / „Honest I Did!“ / „Disassociation“ / „100% Proof | 22:43         |
| Celková délka: | Celková délka: | 43:31         |

## Obsazení
Caravan
- Pye Hastings – kytara, zpěv
- Dave Sinclair – Hammondovy varhany, klavír, Mellotron
- Richard Sinclair – baskytara, kytara, zpěv
- Richard Coughlan – bicí

Ostatní
- Jimmy Hastings – pikola, flétna, saxofon
- Paul Beecham – pozoun
- Dave Grinstead – zvon